# Nottinghamshire
Le Nottinghamshire /ˈnɒtɪŋəmʃə(ɹ)/ (quelquefois abrégé Notts en anglais) est un comté d'Angleterre situé dans les Midlands de l'est. Son chef-lieu traditionnel est Nottingham, une autorité unitaire qui n'est pas administrée par le comté. Le siège du comté (county council) est situé à West Bridgford dans le district (borough) de Rushcliffe, au sud de Nottingham, de l'autre côté de la Trent.

## Géographie

### Situation
|            | Yorkshire du Sud |              |
| Derbyshire | Nottinghamshire  | Lincolnshire |
|            | Leicestershire   |              |

### Relief
Le Nottinghamshire, tout comme le Derbyshire et le Sud du Yorkshire, s'étend en partie sur un bassin houiller, avec des veines d'une épaisseur atteignant 900 m, localisées principalement dans le nord du comté. Il existe un champ pétrolifère près d’Eakring. Ces gisements sont enfouis sous des horizons de grès et de craie à l'ouest, d’argile à l’est.
Le nord du comté se rattache au lit majeur de l’horizon de Humber. Le centre et le sud-ouest du comté, autour de la forêt de Sherwood, dessine un paysage vallonné couvert de chênaies anciennes. Les principales vallées sont celles de la Trent, de l’Idle, de l’Erewash (en) et du Soar. La Trent, alimentée par la Soar, l’Erewash et l’Idle, exutoire des multiples ruisseaux de la forêt de Sherwood, s'écoule à travers une vallée étale, avec une confluence à Misterton. Le point culminant du comté (205 m) se trouve juste au nord de Newtonwood Lane, aux confins du Derbyshire tandis que le terril de Silverhill (en), promontoire artificiel souvent cité comme le point culminant, ne dépasse pas 204 m.

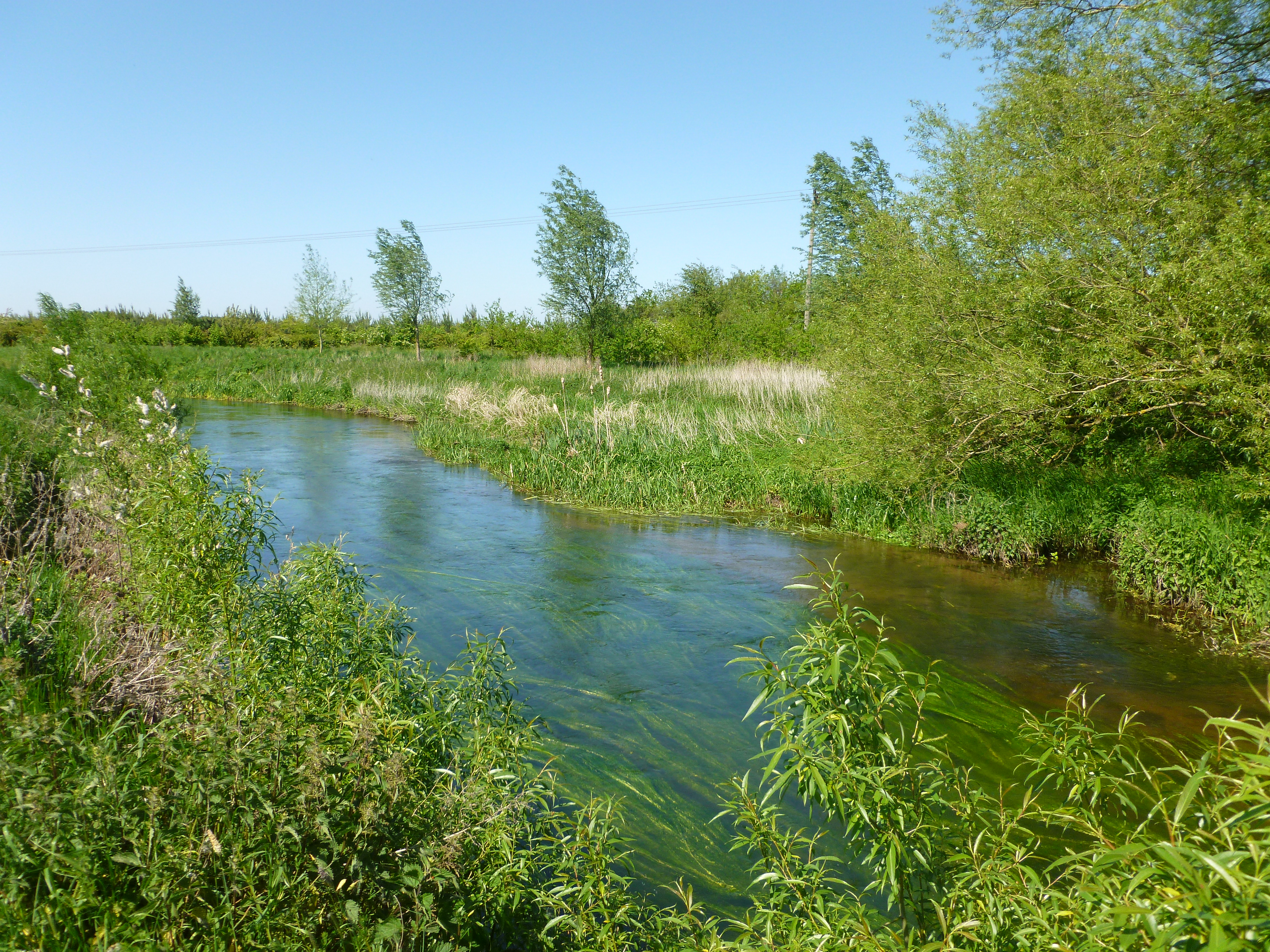
L'Idle près de Retford.
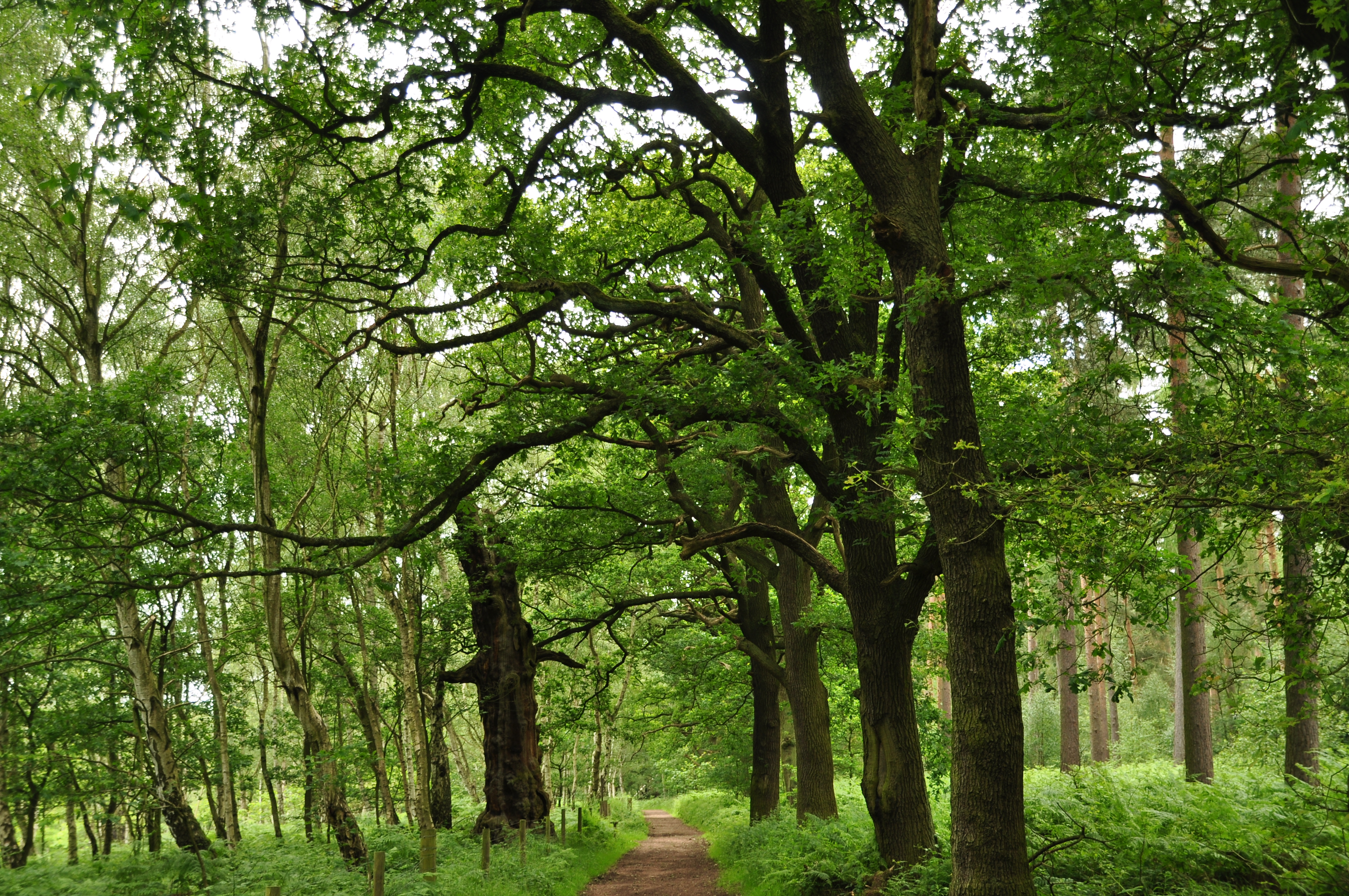
La forêt de Sherwood.
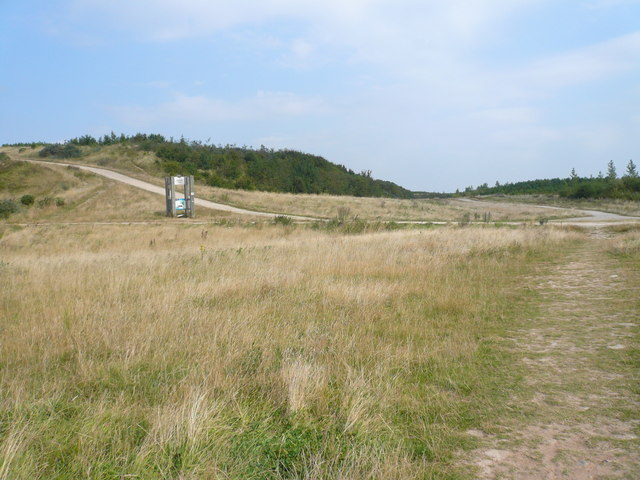
Silverhill.

### Climat
Le Nottinghamshire est couvert à l'ouest par la chaîne des Pennines, ce qui limite son volume de précipitation annuel à 641–740 mm. La température moyenne du comté est de 8,8 à 10,1 °C. Le comté bénéficie de 1 321 à 1 470 heures d'ensoleillement par an.

### Villes et villages
- Gedling
- Gotham
- Hawksworth
- Mansfield
- Newark-on-Trent
- Nottingham
- Southwell
- Worksop

### Districts
Le comté est divisé en plusieurs districts :
- la ville de Nottingham (Autorité unitaire),
- Ashfield,
- Bassetlaw,
- Broxtowe,
- Gedling,
- Mansfield,
- Newark and Sherwood,
- Rushcliffe.

## Jumelages
- Poznań (Pologne) depuis le 23 mai 1994